# Sehlendorfer Binnensee und Umgebung

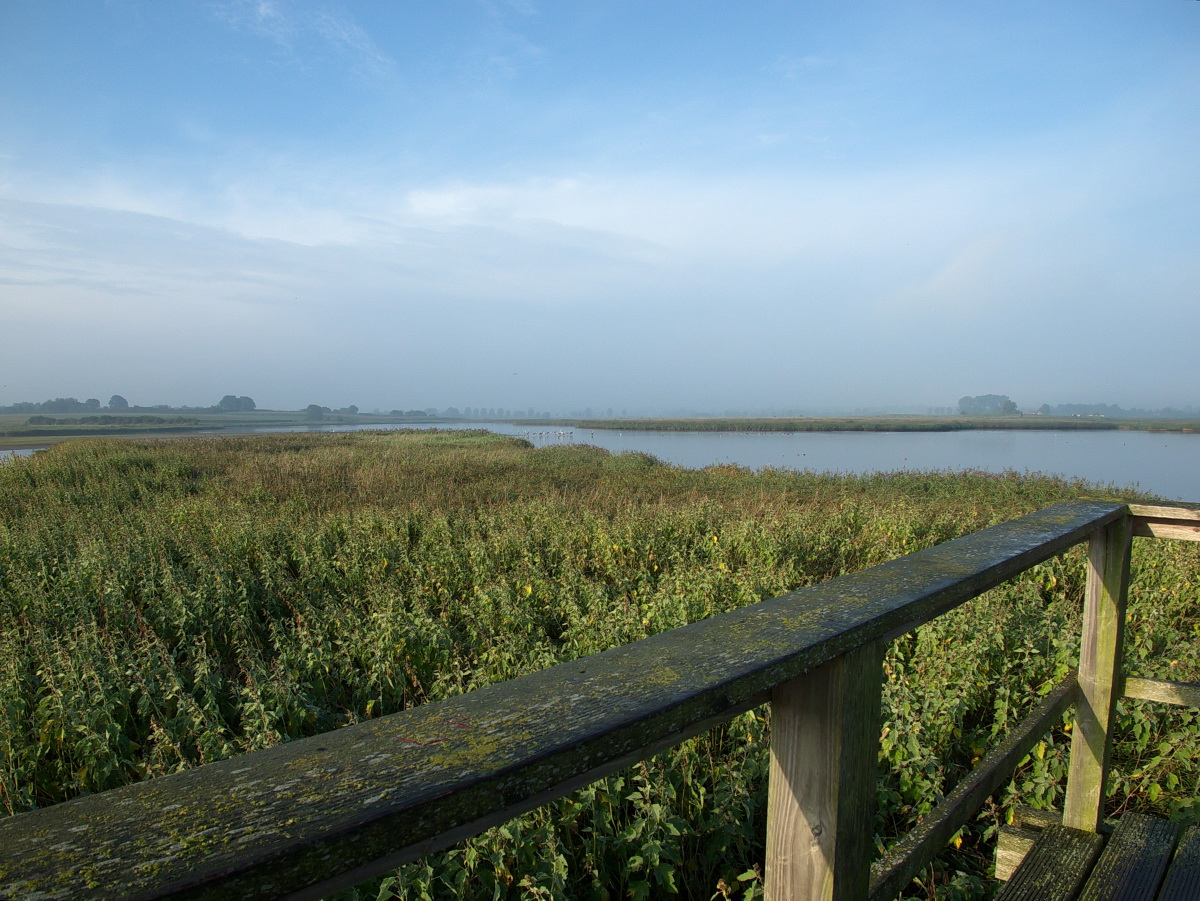
Beobachtungsplattform Sehlendorfer See

Der Sehlendorfer Binnensee und Umgebung ist ein Naturschutzgebiet in der schleswig-holsteinischen Gemeinde Blekendorf im Kreis Plön. Es ist Bestandteil des FFH-Gebietes „Strandseen der Hohwachter Bucht“ und des EU-Vogelschutzgebietes „Östliche Kieler Bucht“. Zuständige untere Naturschutzbehörde ist der Kreis Plön.
Das Naturschutzgebiet liegt östlich von Kiel zwischen den Badeorten Sehlendorf und Hohwacht an der Hohwachter Bucht. Es stellt den Sehlendorfer Binnensee mit seiner Umgebung unter Schutz. Das Naturschutzgebiet grenzt im Westen und Süden an das Landschaftsschutzgebiet „Küsten- und Moränenlandschaft auf dem Gebiet der Gemeinden Hohwacht und Blekendorf bis an die Grenz“. Beim Sehlendorfer See handelt es sich um einen Strandsee, der über den Broeck, einem kleinen Wasserlauf, mit der Ostsee verbunden ist. Der Sehlendorfer Binnensee ist der einzige Strandsee an der schleswig-holsteinischen Ostseeküste, der in seinem Austausch mit der Ostsee nicht reguliert ist. In das Naturschutzgebiet sind der nordwestlich liegende Fulensee, die Salzwiesen und ufernahen Grünlandflächen sowie weitere landwirtschaftliche Nutzflächen einbezogen. Zur Ostsee sind Teile des Strandwalls, der Dünen und des Strandes sowie ein 100 Meter breiter, strandnaher Flachwasserbereich der Ostsee in das Naturschutzgebiet einbezogen. Salzwiesen- und Grünlandbereiche werden zur Pflege mit Schottischen Hochlandrindern extensiv beweidet.
Das Naturschutzgebiet wird von dem Strandsee und überwiegend feuchten Niederungen geprägt. Bei hohem Wasserstand der Ostsee dringt salzhaltiges Ostseewasser über den Broeck in den See. Mehrfach im Jahr wird auch der Niederungsbereich von eindringendem Ostseewasser überschwemmt. Die Uferbereiche des Sees werden teilweise von Brackwasserröhricht mit salzresistenten Pflanzen wie Schilfrohr, Gewöhnlicher Strandsimse und Salz-Teichbinse eingenommen. Daneben kommen auch Erzengelwurz und Sumpf-Gänsedistel vor. In weiten Teilen des Niederungsbereiches herrschen Salzwiesen mit Queller, Boddenbinse, Milchkraut, Strandwegerich, Stranddreizack, Strandaster und Natternzunge vor. Auf dem zwischen Ostsee und Strandsee liegenden Strandwall hat sich ein Trockenrasen mit Silbergras, Sandsegge, Scharfem Mauerpfeffer und anderen typischen Pflanzen entwickelt. Vor dem Strandwall befinden sich Dünen, die zur Ostsee in einen Sandstrand übergehen. Hier ist Salzmiere und vereinzelt Stranddistel sowie Sandlieschgras zu finden. Auch der in Schleswig-Holstein seltene Echte Eibisch kommt im Naturschutzgebiet vor.
Das Naturschutzgebiet ist Lebensraum für zahlreiche Vögel, darunter Rotschenkel, Austernfischer, Sandregenpfeifer, Gänsesäger, Zwerg- und Flussseeschwalbe. Die Röhrichtbereiche bieten u. a. Rohrammer und Teichrohrsänger einen geeigneten Lebensraum. Gleichzeitig hat das Gebiet eine große Bedeutung für rastende und überwinternde Vögel, darunter Kiebitz, Säbelschnäbler, Grünschenkel, Dunkler Wasserläufer, Alpenstrandläufer, Goldregenpfeifer, Eider- und Eisente, verschiedene Gänse und Singschwäne. Auch Kreuzkröte und Wechselkröte sind im Naturschutzgebiet heimisch.
Im Bereich des Strandwalls verläuft ein Wanderweg durch das Naturschutzgebiet, an dem sich eine Aussichts- und eine Beobachtungsplattform befindet. Entlang des Weges gibt es mehrere Informationstafeln für Besucher. Das Naturschutzgebiet wird vom Landesverband Schleswig-Holstein des Naturschutzbundes Deutschland betreut.
Nördlich des Broek befand sich ein rund 6 Hektar großer Campingplatz, der Anfang 2007 zurückgebaut wurde, das Gelände wurde renaturiert.

Einige der beobachteten Vögel am Sehlendorfer Binnensee
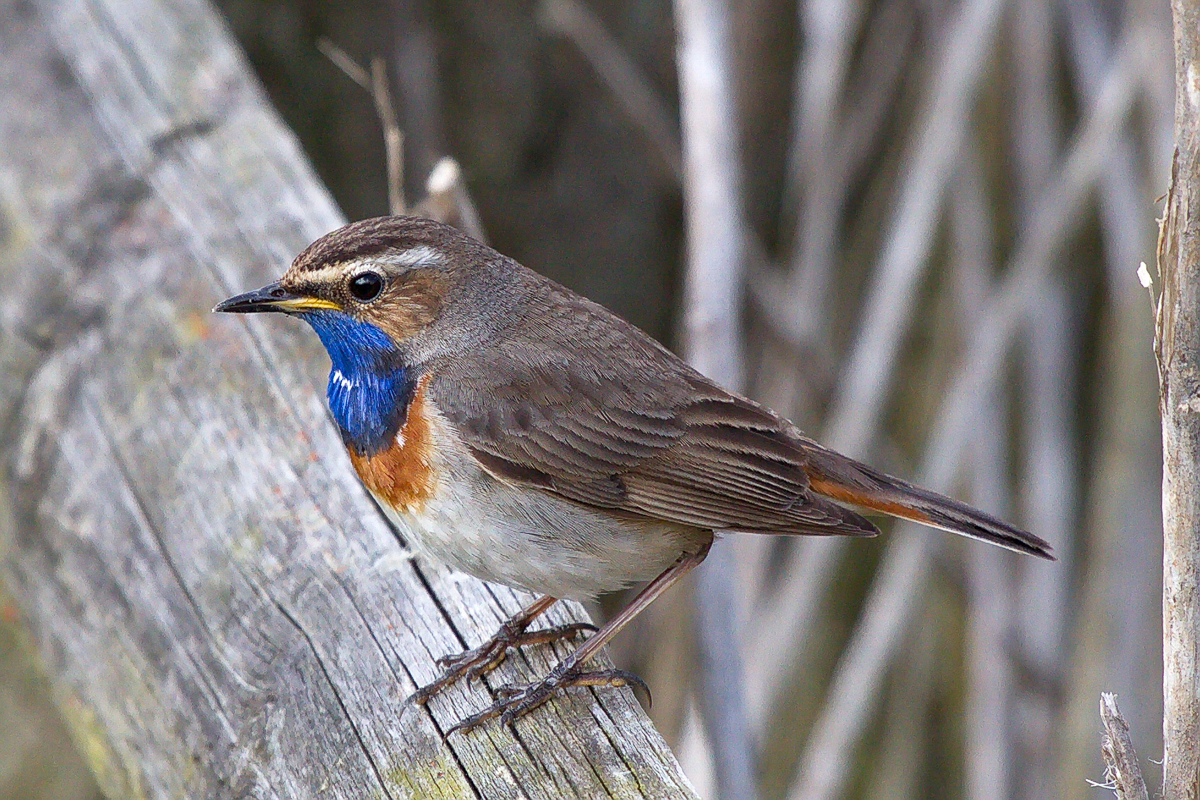
Blaukehlchen auf der Beobachtungsplattform
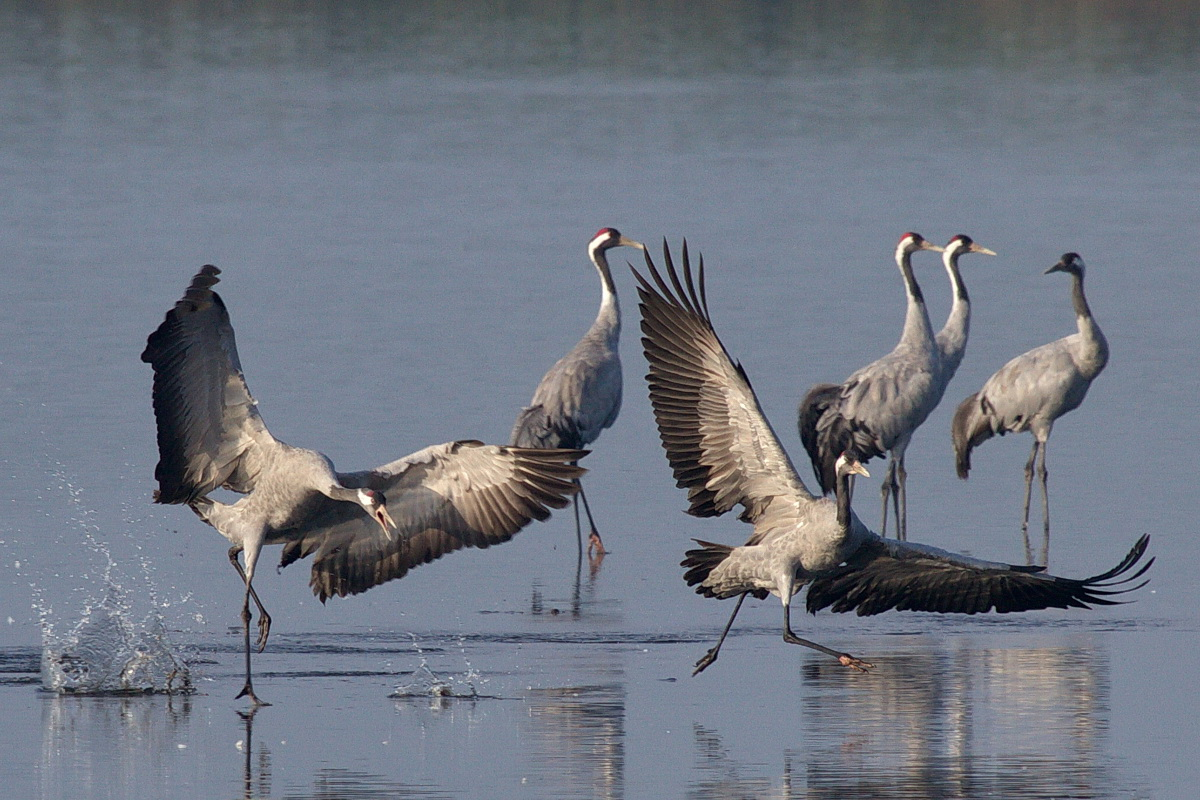
Tanzende Kraniche
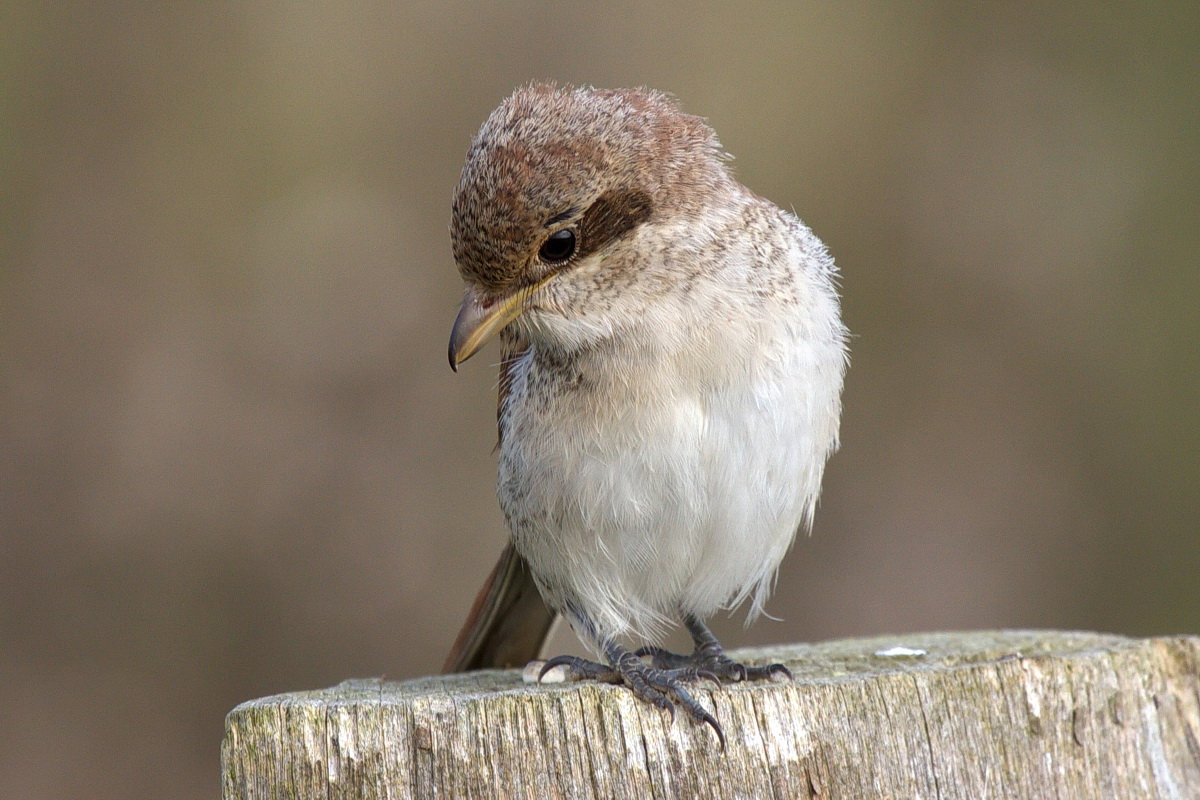
Neuntöterweibchen auf Pfahl
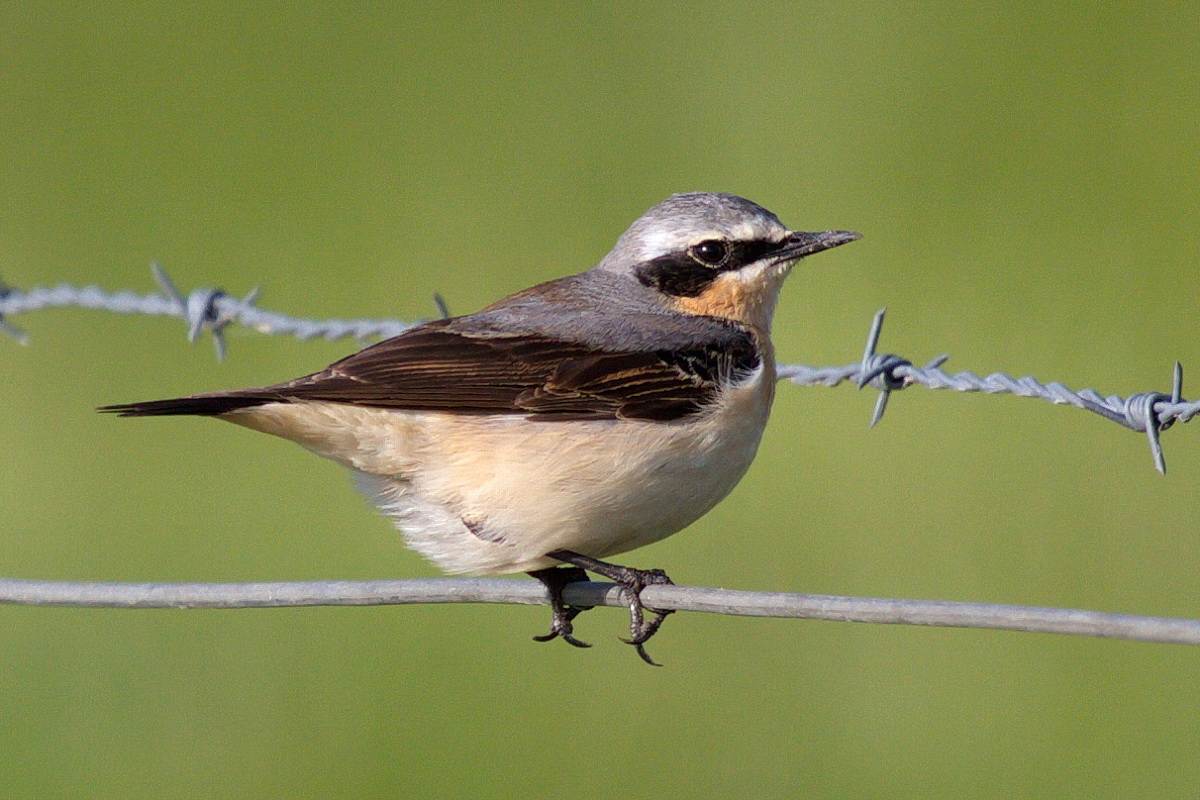
Steinschmätzer auf Zaun